# Graneledone taniwha
Graneledone taniwha is een inktvissensoort uit de familie van de Megaleledonidae. De wetenschappelijke naam van de soort werd voor het eerst geldig gepubliceerd in 1999 door O'Shea.